# Pratânia
Pratânia é um município brasileiro do estado de São Paulo. Sua população estimada em 2024 pelo IBGE era de 5.246 habitantes. O município é formado pela sede e pelo povoado de Pratinha.

## História
A história de Pratânia começa no leito do Rio Jacu. No século XIX, numa época de seca, tropeiros encontraram, nas margens expostas do Rio Jacu, um composto de sulfeto de chumbo hoje conhecido como “Pedra de Galena”.  Na época, essa pedra foi confundida por leigos como sendo Prata. Daí ser o Rio conhecido como Rio da Prata e as terras das imediações como Fazenda da Prata.
Na confluência do Rio Claro com o Rio Jacu foi se formando uma pequena povoação, chamada Vila da Prata. Esta ficava localizada nos limites do Município de Botucatu. A Vila da Prata estava assentada em terras da Fazenda da Prata, que pertencia a diversos donos, entre eles o Coronel Jorge Gomes Pinheiro Machado, José Gomes e Aureliano Vieira.
A vila foi crescendo, e seus moradores almejavam que o governo a transformasse em Distrito. Para que isso acontecesse era necessário que a Vila tivesse no mínimo “Cem Bocas de Fogo”, caso contrário não receberia o título de Distrito. No entanto, nas proximidades, havia outra Vila em desenvolvimento chamada São João da Cachoeira, localizada à beira do Rio Pardo no Município de Avaré, que também ambicionava o título de Distrito. Deu-se então uma competição entre as duas Vilas pelo título. Naquela época, nenhuma das Vilas possuía as 100 casas exigidas por lei. Então, com muito esforço, os moradores da Vila da Prata construíram as “Cem Bocas de Fogo”. Essas casas foram aceitas e em 29 de julho de 1899 foi criado o Distrito da Prata de Botucatu. A área do Distrito era de 12 alqueires e novecentos e dezenove milésimos de alqueires, o que se tornou legal somente em 15 de março de 1915, quando foi homologada a divisão da Fazenda Prata.
Os serviços de estruturação da Vila foram feitos pelo capitão João Batista e Capitão Fermiano Vieira, que construíram também as duas primeiras casas de alvenaria do Distrito da Prata. A casa construída pelo Capitão João Batista ainda existe, e está localizada na Rua Capitão Maneco, onde funcionou durante vários anos a Delegacia de Polícia. Logo após foi instalada a luz elétrica, na gestão do senhor Otacílio Nogueira, então prefeito de Botucatu.
Naquela época, as aulas eram ministradas em um barracão de madeira, onde de um lado ficavam as salas de aula e, do outro, um estábulo. Com o advento da nova situação política da Segunda República, que promoveu as primeiras eleições gerais no País, o vereador da Câmara Municipal de Botucatu, Sr.Genésio Baptiston, representando o Distrito da Prata, conseguiu do então governador de São Paulo Dr.Arnaldo Salles de Oliveira, a construção de um moderno prédio para o grupo Escolar, onde hoje está instalada a Biblioteca Municipal Dr. Francisco Marins e Câmara Municipal de Pratânia.
Pelo decreto n.º 9.775 de 30 de novembro de 1938, o Distrito da Prata de Botucatu, ou simplesmente “Prata” - como era conhecida, passou a pertencer para o município de São Manuel. Porém anos mais tarde o Governo Federal determinou a alteração do nome pois já existia um outro povoado mais antigo chamado “Prata” no Estado de Minas Gerais. Assim em 30 de novembro de 1944, o povoado da Prata passou a se chamar PRATÂNIA.
A autonomia política administrativa demorou a chegar e seu crescimento foi marcado por fatores diversos. Depois da presença de tropeiros e com a chegada da Estrada de Ferro Sorocabana, se desenvolveu no local grandes lavouras de café, laranja e cana-de-açúcar.  Nos dias atuais a Cidade é nacionalmente conhecida pelos produtos em Couro, Água Mineral, Indústria de Polpa de Frutas, entre outros.
No fim da década de 1980 e início dos anos 90, um grupo local iniciou um movimento pela Emancipação da pequena cidade de Pratânia. O líder do movimento foi o catarinense Roque Joner, que, com a ajuda de outros políticos locais, conseguiu a sonhada emancipação político administrativa da cidade.
Comemora-se o aniversário de Pratânia, no dia 22 de março. A data foi escolhida pelas lideranças da época, pois foi o dia em que se realizou o plebiscito para a emancipação de Pratânia, onde o povo Pratiano foi às urnas para votar se era a favor ou contra a emancipação. Votaram 1109 pessoas sendo que 992 optaram pelo SIM à emancipação e 85 pelo NÃO, houve 14 Brancos e 18 Nulos.
O resultado do plebiscito confirmou oficialmente o desejo da população pela emancipação. Assim através de Lei 8.550 de 30 de dezembro de 1993, Pratânia deixou de ser Distrito de São Manuel passando a categoria de Município.
A expressão Pratiano, que serve para denominar aqueles nascidos na cidade, foi dada pelo escritor Francisco Marins, que é natural da cidade. O Autor escreveu uma série de livros infanto juvenis sobre a fazenda Taquara-Póca, assim como de romances de caráter histórico, tendo por cenário o interior do Brasil durante a época de seu desbravamento. Vendeu mais de cinco milhões de livros, traduzidos em quinze idiomas, e é o único escritor brasileiro a participar da Coleção Europeia Delphin, que reúne os clássicos de literatura juvenil de todo o mundo. É membro titular da Academia Paulista de Letras tendo sido o seu presidente em duas gestões.
Francisco Marins também escreveu o Hino de Pratânia em parceria com o cantor José Salvador Perez, mais conhecido como Tinoco da dupla “Tonico & Tinoco”, também nascido em Pratânia.
A partir de 1 de janeiro de 1997 assumiu o primeiro prefeito de Pratânia, Roque Joner, e desde então Pratânia se desenvolve a cada dia, em todos os setores, sendo conhecida nacionalmente pelo progresso e excelente administração.
Na cidade de Pratânia está localizada a Biblioteca Francisco Marins e o Clube Taquara-Pocá construído pelo escritor.
Pratânia também possui o Museu Tonico & Tinoco construído em homenagem a dupla “Coração do Brasil”. No local encontram-se vários pertences pessoais e objetos que contam a história da dupla. Porém o que mais chama a atenção é a autêntica casa onde o cantor Tinoco nasceu e viveu durante vários anos com sua família. Esta casa estava abandonada numa fazenda e foi encontrada pelo próprio cantor numa visita à cidade. Em seguida foi desmontada e realocada ao lado do Museu.
O museu também conta com uma sala em homenagem ao cantor Zé da Estrada, da dupla “Pedro Bento e Zé da Estrada”, também natural de Pratânia.
Em 2015, a prefeitura da cidade sofreu um ataque hacker, que praticamente "parou" o município.

### Datas Históricas
- 29 de julho de 1899 - foi criado o distrito.
- 15 de março de 1915 - quando foi homologada a divisão da Fazenda Prata.
- 30 de novembro de 1938 - través do decreto n.º 9.775 de o distrito de Prata passou a pertencer para o município de São Manuel, mudando o nome de Prata para PRATÂNIA.
- 30 de novembro de 1944 - recebeu sua atual denominação.
- 22 de março de 1992 - realização do plebiscito em que o povo disse SIM a emancipação de Pratânia, comemora-se nesta data o aniversário do município.
- 30 de dezembro de 1993 - através de Lei 8.550 o distrito passa então a ser Município, sancionada pelo Governador Fleury.
- Outubro de 1996 - realiza-se a primeira eleição a população de Pratânia vota pela primeira vez em seus próprios candidatos a Prefeito e Vereadores.
- 1 de janeiro de 1997 – Pratânia empossa seu primeiro Prefeito, Sr. Roque Joner, iniciando seu primeiro ano de autonomia administrativa.

## Geografia

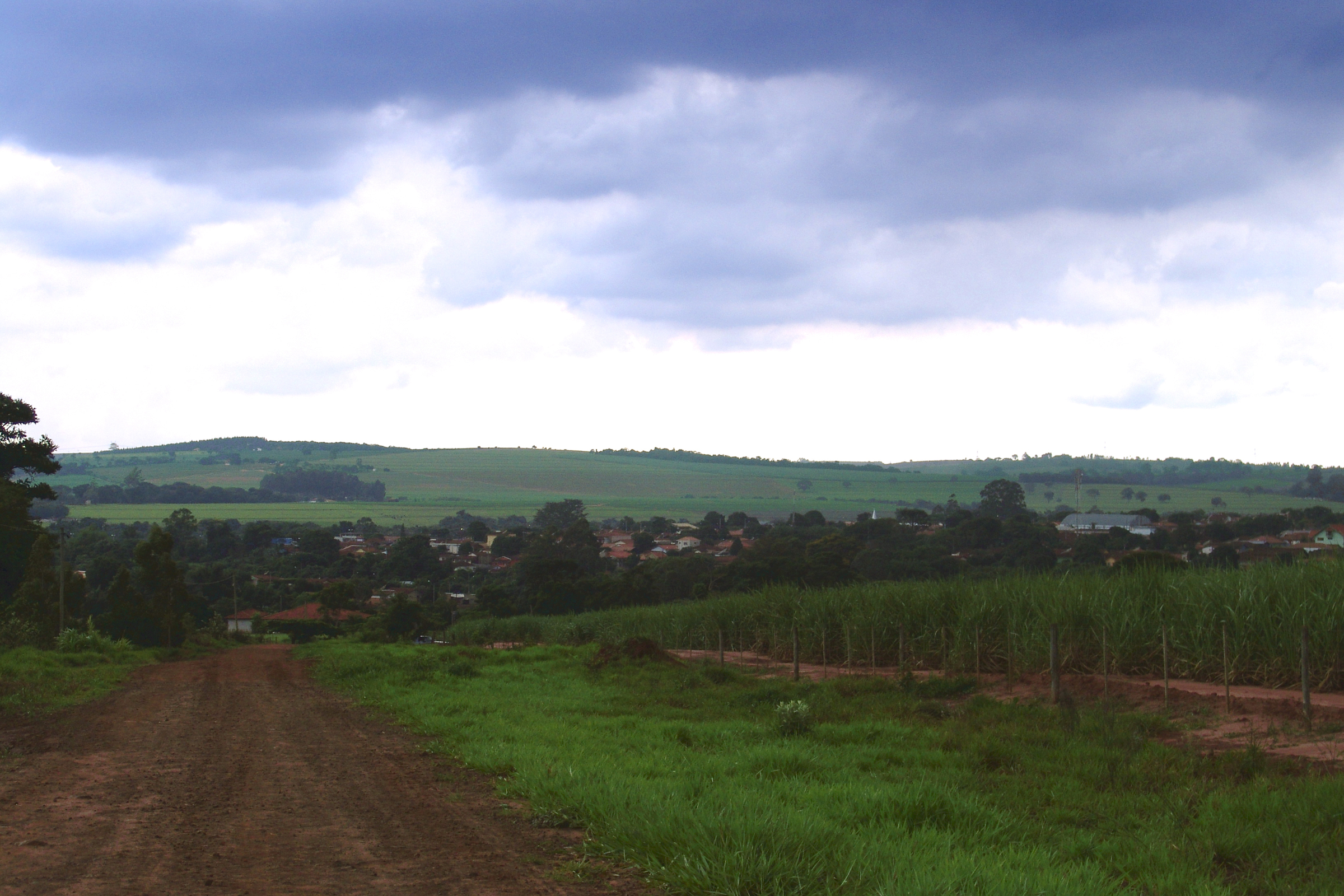
Rodovia Chico Landi na entrada da cidade.

Localiza-se a uma latitude 22º48'30" Sul e a uma longitude 48º39'58" Oeste, estando a uma altitude de 685 metros. Possui uma área de 179,817 km².

### Hidrografia
- Rio Claro
- Rio Pardo
- Rio Jacu

### Rodovias
- SP-255
- SP-251
- Rodovia Castelo Branco (SP-280)
- Rodovia Marechal Rondon (SP-300)

## Demografia

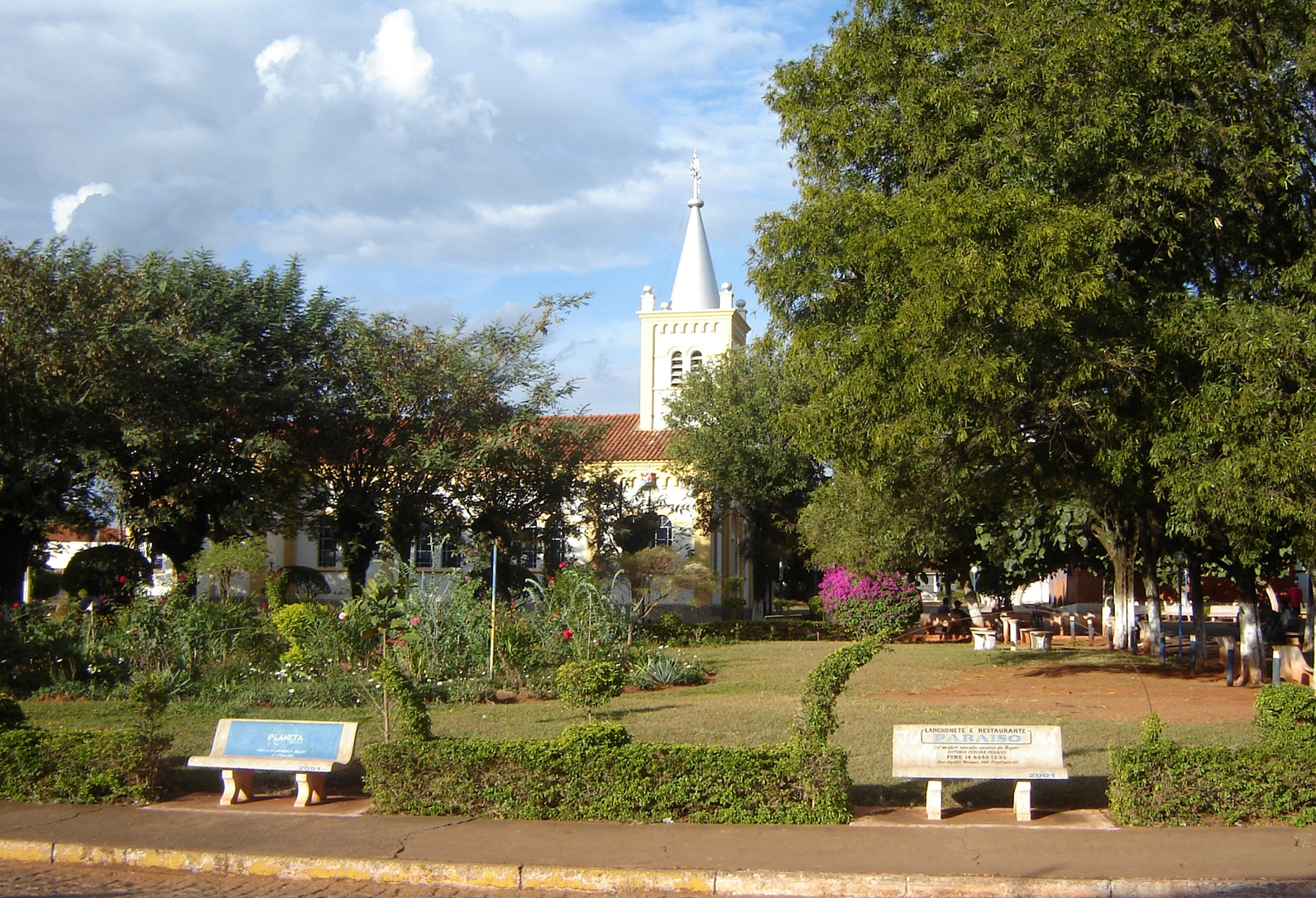
Praça.

### População
| Crescimento populacional                             | Crescimento populacional | Crescimento populacional | Crescimento populacional |
| Ano                                                  | População Total          |                          | %±                       |
| ---------------------------------------------------- | ------------------------ | ------------------------ | ------------------------ |
| 2000                                                 | 3 950                    |                          | —                        |
| 2010                                                 | 4 599                    |                          | 16,4%                    |
| 2022                                                 | 5 126                    |                          | 11,5%                    |
| Est. 2024                                            | 5 246                    | [ 9 ]                    | 2,3%                     |
| Fontes: Censos Demográficos IBGE e Estimativas SEADE |                          |                          |                          |

### Dados demográficos
Dados do Censo - 2010
População Total: 4.595
- Urbana: 2765
- Rural: 1.830
- Homens: 2375
- Mulheres: 2.220

Densidade demográfica (hab./km²): 21,97
Mortalidade infantil até 1 ano (por mil): 24,66
Expectativa de vida (anos): 67,10
Taxa de fecundidade (filhos por mulher): 2,80
Taxa de Alfabetização: 87,24%
Índice de Desenvolvimento Humano (IDH-M): 0,745
- IDH-M Renda: 0,697
- IDH-M Longevidade: 0,702
- IDH-M Educação: 0,835

(Fonte: IPEADATA)

## Política e administração
- Prefeito:  Osmir José Felix (2022/2024)
- Vice-prefeito:
- Presidente da câmara:  Dino Quessada Gimenes (2023)

## Economia
O município é famoso pelas suas lojas e indústrias de artigos de couro. Roupas, calçados e artigos para montarias e cavaleiros, eles estão os chapéus, as selas, macacões para motociclistas.

## Infraestrutura

### Comunicações
O sistema de telefones automáticos, assim como o sistema de discagem direta à distância (DDD) com o código de área (0149), foram implantados pela Telecomunicações de São Paulo (TELESP).
Na década de 90 o código DDD da cidade foi alterado para (014), para padronização do sistema telefônico com a telefonia celular que estava sendo implantada em todo o estado.

### Transportes
- Rápido Campinas
- TransMaion
- Koiote

## Turismo
A cidade atrai visitantes em busca dos artigos de couro. Em homenagem aos calçadistas foi criada a Casa do Couro. O turismo cultural fica por conta do Tonico e Tinoco, atração dedicada à dupla sertaneja.

## Religião

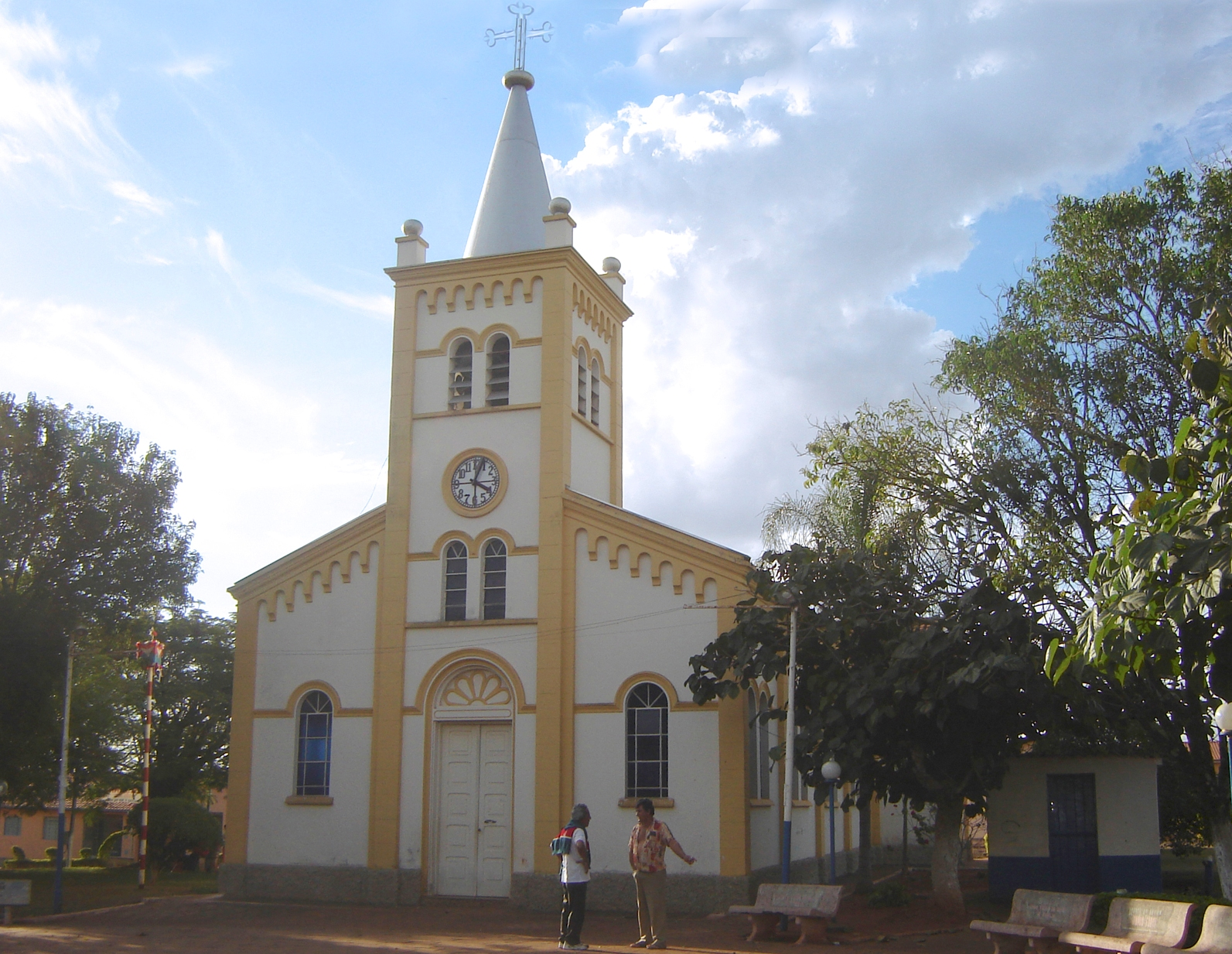
Igreja Matriz.

O Cristianismo se faz presente na cidade da seguinte forma:

### Igreja Católica
- A igreja faz parte da Arquidiocese de Botucatu.[17]

### Igrejas Evangélicas
Entre as igrejas protestantes históricas, pentecostais e neopentecostais, encontram-se na cidade:
- Assembleia de Deus Ministério do Belém.[20][21]
- Congregação Cristã no Brasil.[22]